# Јосиф Волоцки
Преподобни Јосиф Волоцки је руски православни светитељ у лику преподобног из 16. века.
Рођен је 14. новембра 1440. године. Рођено име му је било Јован или Иван Санин. Након завршеног школовања одлази у Боровски манастир, где га је Пафнутије Боровски замонашио. За њим су пошли и његови родитељи, и они су се замонашили.
Након смрти светог Пафнутија преподобни Јосиф је изабран за игумана његовог манастира. На том месту је био око две године, а затим се са делом монаштва повукао у шуму која је окружаивала град Волок Ламски. Тамо је саградио манастир и у њему подигао камену цркву у част Успенија Божје Матере. Ту је окупио бројно братство и установио строго општежиће. Одеваао се као просјак, тако да га нико није могао препознати да је игуман. Написао је књигу јереси и устав за свој манастир.
Умро је 9. септембра 1515. године, у време великог кнеза Василија Јоановича, у својој 75-тој години. Његове мошти чувају се близу олтара саборне цркве у његовом манастиру. Канонизован је 1578. године.